# Pseudecheneis intermedia
Pseudecheneis intermedia és una espècie de peix de la família dels sisòrids i de l'ordre dels siluriformes.

## Morfologia
Els mascles poden assolir els 13,2 cm de llargària total.

## Distribució geogràfica
Es troba a la Xina i el Vietnam.